# هیتویش پوتهاست
هیتویش پوتهاست (آلمانی: Hedwig Potthast؛ ۵ فوریه ۱۹۱۲ – ۲۲ سپتامبر ۱۹۹۴) منشی خصوصی و معشوقه رایشس‌فورر-اس‌اس هاینریش هیملر بود که با او دو فرزند به دنیا آورد.
پوتهاست که در سال ۱۹۱۲ به دنیا آمد، در سال ۱۹۳۶ به‌عنوان معشوقه شخصی هیملر آغاز به کار کرد و از سال ۱۹۳۸ مبدل به معشوقه او شد. وی در سال ۱۹۴۱ از وظایف خود استعفا داد و متعاقباً از هیملر صاحب دو فرزند شد، یک پسر و یک دختر. پس از جنگ جهانی دوم، پوتهاست ازدواج کرد و بقیه عمر خود را خارج از انظار عمومی و در سکوت خبری گذراند. در مصاحبه‌های پس از جنگ، او از پاسخ دادن به سؤالاتی در مورد دخالت هیملر در ارتکاب جنایات جنگی توسط نازی‌ها یا در مورد آگاهی خود از آنها خودداری کرد. او در سال ۱۹۹۴ درگذشت.

## زندگی‌نامه
هیتویش پوتهاست در ۵ فوریه ۱۹۱۲ در کلن در نوردراین-وستفالن به دنیا آمد و دختر یک تاجر محلی بود. پس از امتحانات نهایی دورهٔ متوسطه و حضور در یک مدرسه آداب معاشرت اجتماعی او به عنوان یک منشی زبان‌های خارجی در «مؤسسه اقتصادی مترجمان»، واقع در مانهایم آموزش دید. در پایان این دوره آموزشی خود در سال ۱۹۲۸، پوتهاست در کوبلنتس مشغول به کار شد.

### رابطه با هیملر
پوتهاست از طریق «کورت بارون فون شرودر»، یکی از بنیانگذاران «حلقه دوستداران اقتصاد»، (Freundeskreis der Wirtschaft) با رایشس‌فورر-اس‌اس هاینریش هیملر آشنا شد.[۱] وی در سال ۱۹۳۴، در مقر اصلی گشتاپو در خیابان پرینز آلبرشت در برلین استخدام شد. از اوایل سال ۱۹۳۶ تا اوایل سال ۱۹۴۱، پوتهاست منشی خصوصی هیملر بود و به ویژه امور حمایت‌های مالی و اهدای جوایز هیملر را اداره می‌کرد.

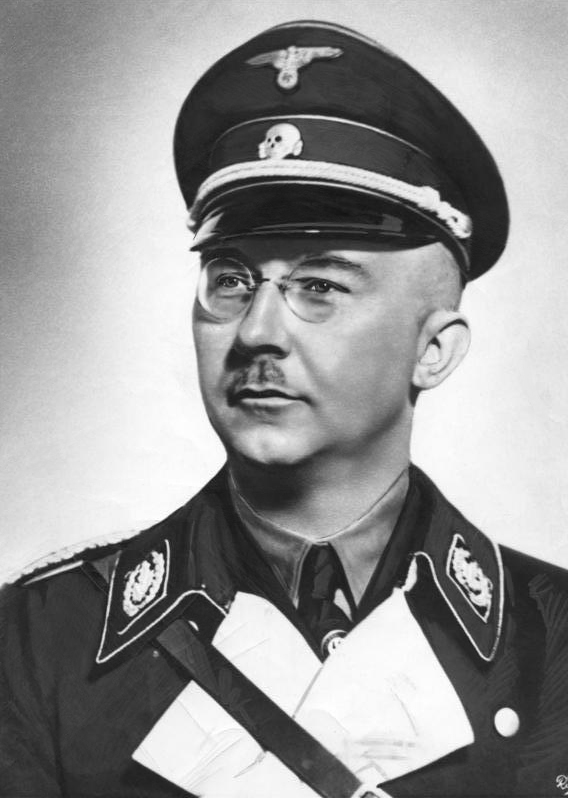
با وجود متأهل بودن از سال ۱۹۲۸، هاینریش هیملر، رئیس اس‌اس، پدر دو فرزند با پوتهاست شد.

هیملر و پوتهاست در زمان کریسمس سال ۱۹۳۸ به عشق خود به یکدیگر اعتراف کردند. ابتدا سعی کردند آن را در حد یک عشق افلاطونی نگه دارند، اما کمی بعد این علاقمندی به رابطه جنسی کشیده شد. مارگاریته، همسر هیملر از سال ۱۹۲۸ و مادر تنها دخترشان گوترون بورویتس، در یکی از روزهای ماه فوریه ۱۹۴۱ متوجه رابطه هیملر با پوتهاست شد. او احساس تحقیرشدگی و کینه‌جویی می‌کرد، و والدین پوتهاست هم از آن سو، رابطه خارج از ازدواج او را رد کردند. پوتهاست ابتدا در گرونوالت اقامت گزید و از سال ۱۹۴۳ در بروکنتین در نزدیکی املاک اسوالد پوهل سکنا گزید کرد که دوست همسرش الئونور بود. لینا هایدریش همسر یار مورد اعتماد هیملر، راینهارت هایدریش و گرتا بورمان، همسر مارتین بورمان نیز از دوستان او به‌شمار می‌رفتند. بعدها او ساکن برشتس‌گادن در بایرن شد.
پوتهاست دو فرزند از هیملر داشت. هلگه، پسری که در ۱۵ فوریه ۱۹۴۲ در آسایشگاه هوهنلیچن به دنیا آمد، و نانت-دوروتیا، دختری که در ۲۰ ژوئیه ۱۹۴۴ در برشتس‌گادن به دنیا آمد. در همان سال، هیملر ۸۰٬۰۰۰ رایشمارک را از صدراعظم حزب نازی قرض گرفت و خانه‌ای برای پوتاست در نزدیکی برشتس‌گادن در شهر کوچک و زیبای شوناو ام کونیگزی ساخت.
اطلاعات کمی در مورد رابطه کلی بین هیملر و پوتهاست وجود دارد. این زوج به احتمال زیاد به دلیل فعالیت هیملر در دفاتر متعددش، به ندرت یکدیگر را می‌دیدند. هنوز مشخص نیست که پوتهاست یا همسر هیملر تا چه اندازه از «کار مخفی» او - یعنی مشارکت او در راه حل نهایی یعنی نسل‌کشی یهودیان، اطلاع داشتند. رابطه پوتهاست با هیملر در اوایل سال ۱۹۴۵ به پایان رسید. آنها برای آخرین بار در اواسط مارس ۱۹۴۵ یکدیگر را ملاقات کردند و پس از آن تا ۱۹ آوریل ۱۹۴۵ تماس‌های تلفنی روزانه داشتند.

### پس از جنگ جهانی
هنگامی که جنگ جهانی دوم در اروپا به پایان رسید، پوتهاست در آخنسی اتریش بود، و پس از اطلاع از مرگ هیملر از طریق رادیو در ۲۳ مه ۱۹۴۵، مخفی شد و به‌طور موقت با الئونور پول در رزنهایم بایرن علیا زندگی کرد. در ژوئن/ژوئیه ۱۹۴۵، او در آنجا توسط سربازان نیروی زمینی ایالات متحده آمریکا دستگیر شد و برای چند روز در مونیخ مورد بازجویی قرار گرفت. گوترون بورویتس دختر مارگاریته و هیملر، تا پس از جنگ از وجودِ خواهر و برادر ناتنی خود اطلاعی نداشت. هنگامی که او سعی کرد با آنها تماس برقرار کند، پوتهاست امتناع کرد. او در تایسندورف زندگی می‌کرد و تا دهه ۱۹۵۰ با خانواده برادر بزرگتر هیملر، گبهارت، و همچنین با معتمد سابق هیملر کارل ولف در تماس بود.

### سال‌های پایانی
پوتهاست بعدها ازدواج کرد و نام خانوادگی شوهرش را برای خود برگزید. پسرش در طول زندگی خود با بیماری دست و پنجه نرم کرد و با مادر ماند. دخترش پزشک شد. در مصاحبه ای در سال ۱۹۸۷ با پیتر-فردیناند کوخ، سردبیر سابق اشپیگل پوتهاست در مورد مسئولیت هیملر در جنایات جنگی نازی‌ها سکوت کرد. او در ۲۲ سپتامبر ۱۹۹۴ در سن ۸۲ سالگی در بادن-بادن بادن-وورتمبرگ درگذشت.
دخترش نانت در سال ۲۰۰۰ در سن ۵۵ سالگی درگذشت، و پسرش هلگه ۵ سال پس از خواهر و در سال ۲۰۰۵ در سن ۶۳ سالگی درگذشت.

### چاپی
- Himmler, Katrin (2007). The Himmler Brothers. London: Pan Macmillan. ISBN 978-0-330-44814-7.
- Longerich, Peter (2012). Heinrich Himmler: A Life. New York: Oxford University Press. ISBN 978-0-19-959232-6.

### برخط
- "Himmler, Heinrich Luitpold". World War II Gravestone. Retrieved 1 June 2015.